# Bentley (Kansas)
Pour les articles homonymes, voir Bentley.
Bentley est une municipalité américaine située dans le comté de Sedgwick au Kansas.
Lors du recensement de 2010, sa population est de 530 habitants. Située à proximité de la rivière Arkansas, la municipalité s'étend alors sur une superficie de 0,3 mille carré (0,78 km2).
Le bureau de poste de Bentley ouvre en mars 1888. La localité est nommée en l'honneur de O. H. Bentley qui a permis l'arrivée du St. Louis and San Francisco Railroad à cet endroit.